# 崇勲
崇勲（すうくん）は、日本のラッパー。KING OF KINGS UMB 2015 GRAND CHAMPIONSHIP FINALで（初代）チャンピオンを獲得し、バラエティ番組『フリースタイルダンジョン』では2代目モンスターを務めた。
埼玉県春日部市在住。

## 経歴
高校生の時に、作文好きが転じてリリックを書き始める。それを聞きつけた同級生にラップを勧められ、地元の仲間とヒップホップ集団第三の唇を結成して活動を開始。
2006年頃、第三の唇のメンバーが持ってきた『ULTIMATE MC BATTLE』のDVDを観てMCバトルに衝撃を受け、メンバー各自でフリースタイルの練習をはじめ。出場できる大会に次々と出場するようになった。
2011年頃からソロ活動の比重が高くなり、ライヴやMCバトルで知名度を高めていった。2015年には、9sari Groupが主催するMCバトル大会KING OF KINGSの第1回であるUMB 2015 GRAND CHAMPIONSHIP FINALに北関東予選代表として出場し優勝を果たした。この頃、ファーストアルバム『春日部鮫』をリリースするが、KOK初代チャンピオンとなっても、さほど売れず大量の返品となった。しかし、テレビ番組『フリースタイルダンジョン』（テレビ朝日）ではチャレンジャーとして初出場した回で、初代モンスターのT-Pablow、DOTAMA、CHICO CARLITO、R-指定を破り、ラスボス般若戦にまで辿り着いた事、そして2017年より2代目モンスターの1人として出演したことがきっかけで、ファーストアルバムは売れるようになった。

## ディスコグラフィ

### アルバム
|     | 発売日        | タイトル                | 規格品番 | 備考 | 出典  |
| --- | ------------- | ----------------------- | -------- | ---- | ----- |
| 1st | 2015年11月4日 | 春日部鮫                | CD_SU091 |      | [ 5 ] |
| 2nd | 2019年5月29日 | 素通り                  | CD_SU111 |      | [ 6 ] |
|     | 2023年4月19日 | Diamond&Diary           |          |      |       |
|     | 2023年11月8日 | TREATISE / 崇勲×ichiyon |          |      |       |

### 配信限定シングル
| 発売日         | タイトル  |
| -------------- | --------- |
| 2019年9月24日  | Tuesday   |
| 2023年12月22日 | YAKIMESHI |
| 2024年1月11日  | WELCOME   |

## 出演

### バラエティ番組
- フリースタイルダンジョン（テレビ朝日） - 2代目モンスター[2]
- 午前0時の森（2023年7月5日 - 日本テレビ）

### テレビドラマ
- レッドアイズ 監視捜査班 第5話（2021年2月20日、日本テレビ）[7] - 緑川剛 役